# Иван Сулев
Иван Стоянов Сулев е български футболист, който играе като полузащитник за български тим от ЕФБЕТ Първа лига ПФК Локомотив (Пловдив).

## Кратка спортна биография
Сулев е роден на 11 септември 2006 година в Пловдив. Започва да тренира футбол в ДЮШ на „смърфовете“, като преминава през всички гарнитури на клуба.
Прави дебюта си в първия тим на клуба, при равенството 1:1 като гост на ПФК Славия (София) в София, на 5 декември 2021 г., ставайки най-младият футболист в историята на Лококомотив Пд, влязал в игра на 15 години, 2 месеца и 24 дни.